# حمام قلاب
الحمام القلاب سلالة مستأنسة أو مجموعة متنوعة من الحمام الذي تم اختياره لقدرته على التشقلب في الهواء.

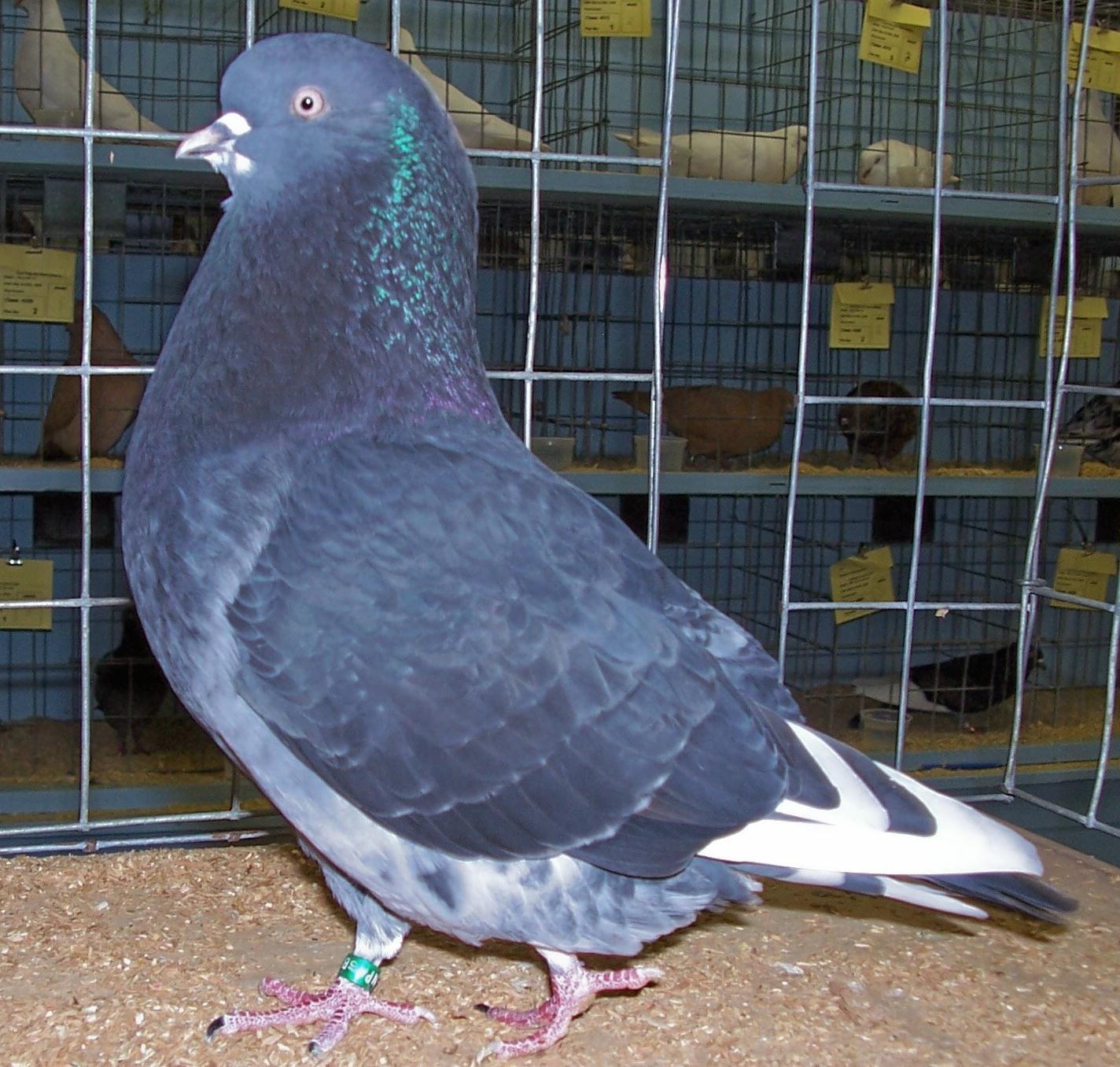
قلاب برمنغهام

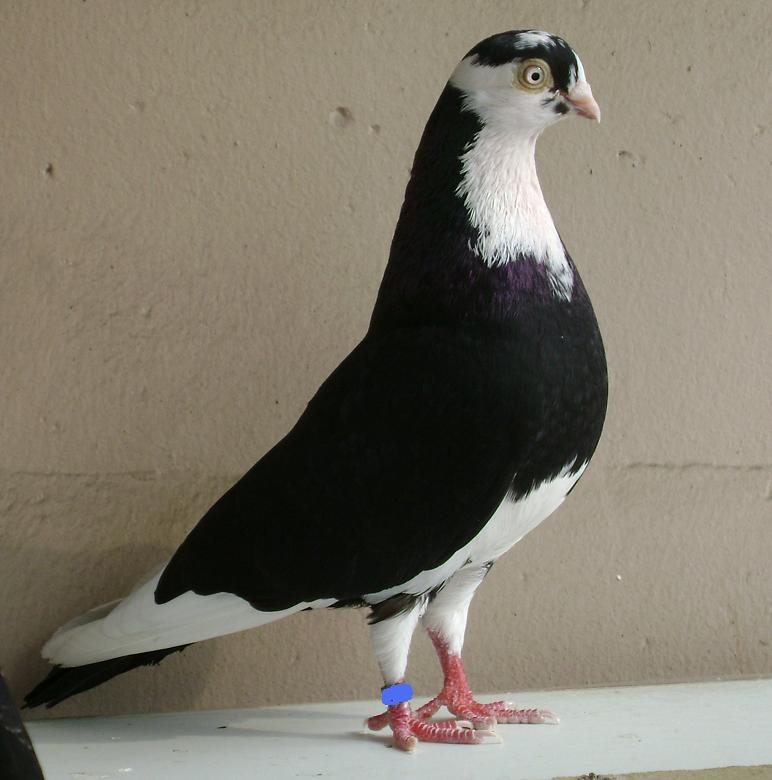
ذكر حمام قلاب جالاتز

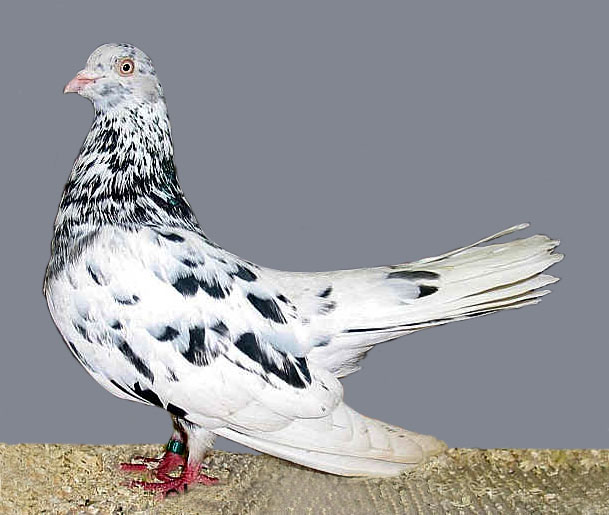
قلاب شرقي

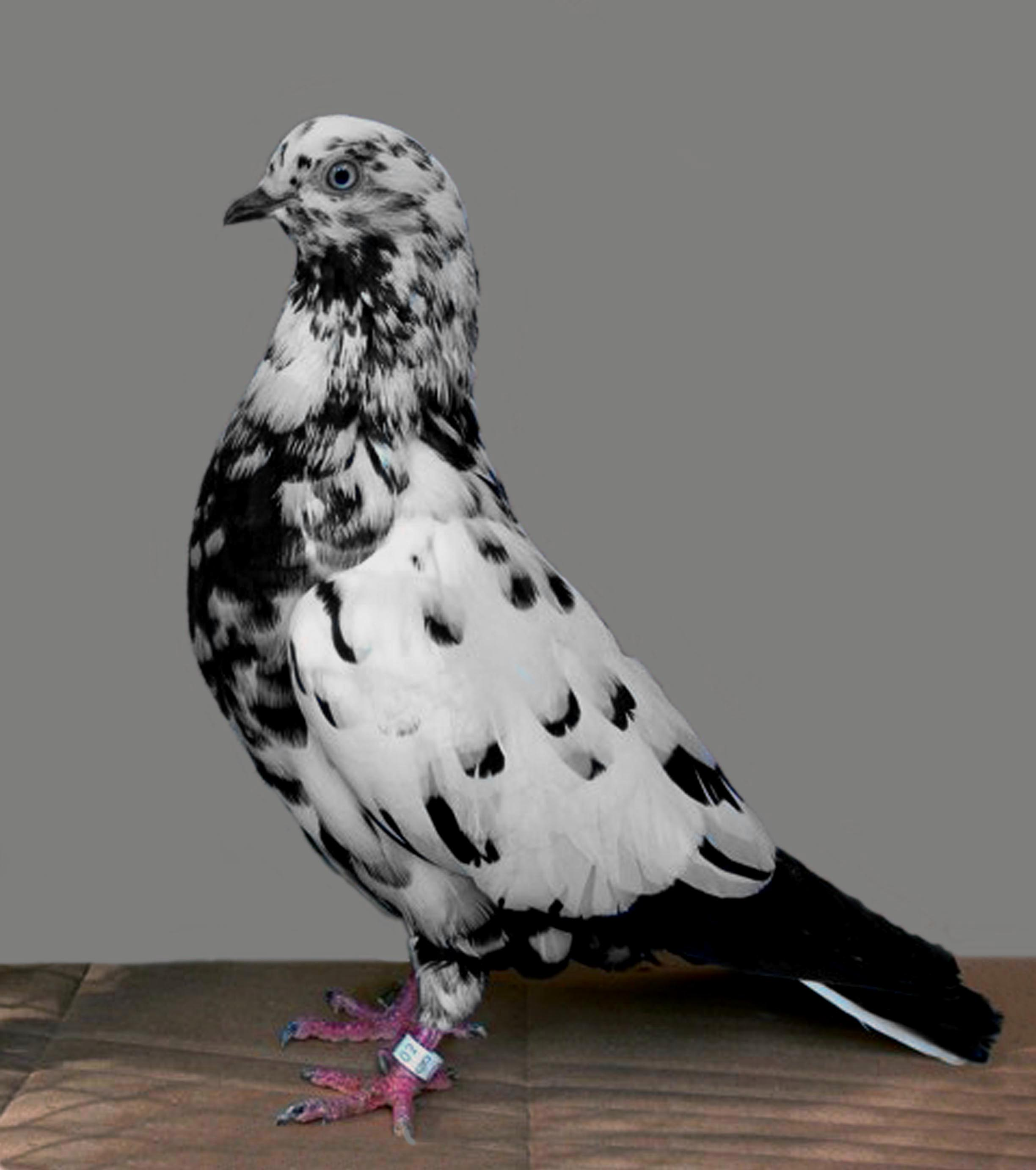
قلاب بارلور

تشمل أنواع الحمام القلاب ما يلي:
- قلاب برمنغهام
- قلاب جالاتز
- قلاب شرقي
- قلاب بارلور